# Такучетский сельсовет
Такуче́тский сельсовет — сельское поселение в Богучанском районе Красноярского края.
Административный центр — посёлок Такучет.
Выделен в 1989 году из Осиновомысского сельсовета.

## Население
| 2010 | 2012 | 2013 | 2014 | 2015 | 2016 | 2017 |
| ---- | ---- | ---- | ---- | ---- | ---- | ---- |
| 777  | ↘756 | ↘739 | ↘705 | ↘688 | ↘664 | ↘658 |

## Состав сельского поселения
| № | Населённый пункт | Тип населённого пункта          | Население |
| - | ---------------- | ------------------------------- | --------- |
| 1 | Такучет          | посёлок, административный центр | ↘658      |

## Местное самоуправление
Такучетский сельский Совет депутатов
Дата избрания: 04.03.2012. Срок полномочий: 4 года
Глава муниципального образования
- Окорокова Любовь Валентиновна. Дата избрания: 04.03.2012. Срок полномочий: 4 года